# Charles Robberts Swart
Charles Robberts Swart (Winburg, 1894. december 5. – Bloemfontein, 1982. július 16.), becenevén Blackie, dél-afrikai politikus, aki 1959 és 1961 között a Dél-afrikai Unió utolsó főkormányzójaként és a Dél-afrikai Köztársaság első államelnökeként (1961-től 1967-ig) szolgált.

## Fiatalkora
Swart 1894. december 5-én született a Morgenzon farmon,  Winburg körzetben, az Oranje Szabadállamban (amely 1902-ben brit gyarmattá, 1910-ben pedig a Dél-afrikai Unió tartományává vált).
Hermanus Bernardus Swart (1866–1949) és Aletta Catharina Robberts (1870–1929) hat gyermeke közül a harmadik volt. Swart ötéves volt, amikor kitört az angol-búr háború (második búr háború). A háború alatt édesanyját és gyermekeit a winburgi koncentrációs táborba internálták. A három fiú közül egy meghalt, apja megsebesült és brit fogságba esett a paardebergi csata során.
Hétéves korától Swart a winburgi állami iskolába járt, később egy CNO (Christelike Nasionale Onderwys, keresztény-nemzeti nevelés iskolába.
1914-ben ügyvédi állást szerzett. Egy rövid időszakot Hollywoodban töltött, némafilmekben szerepelt, mielőtt nyilvános karrierbe kezdett. 1919–1948 között jogászként dolgozott Bloemfonteinben.
Felesége Cornelia Wilhelmina (Nellie) de Klerk volt, három gyermeke született. Magas férfi volt, becslések szerint több, mint 200 centiméter.

## Fordítás
Ez a szócikk részben vagy egészben  a   CR Swart című angol Wikipédia-szócikk ezen változatának fordításán alapul.  Az eredeti cikk szerkesztőit annak laptörténete sorolja fel. Ez a jelzés csupán a megfogalmazás eredetét és a szerzői jogokat jelzi, nem szolgál a cikkben szereplő információk forrásmegjelöléseként.